# Pseudoeurycea melanomolga
El tlaconete negro (Pseudoeurycea melanomolga) es una especie de anfibio caudado (salamandras) de la familia Plethodontidae endémica de México.

## Clasificación y descripción de la especie
Es una salamandra de la familia Plethodontidae del orden Caudata. Es de talla grande, llegan a medir hasta , la cola es más larga que el cuerpo. Extremidades relativamente grandes, ya que se tocan al plegarlas lateralmente al cuerpo. La coloración dorsal es negro con una serie pareada de manchas dorsolaterales amarillas3.

## Distribución de la especie
Endémica de México, se conoce para la Faja Volcánica Transmexicana en los estados de Puebla y localidades del Centro-oeste de Veracruz 2,3.

## Ambiente terrestre
Vive entre 2,250 y . s. n. m. en bosques de pino y oyamel 3. Sus hábitats naturales incluyen montanos húmedos y praderas tropicales o subtropicales a gran altitud1.

## Estado de conservación
Se considera como Sujeta a Protección Especial (Norma Oficial Mexicana 059) y en peligro en la lista roja de la UICN debido a la destrucción de su hábitat.